# Macroorganismo
El término Macroorganismo se refiere a aquellos organismos que son visibles sin la ayuda de un microscopio. Es una diferencia relativamente arbitraria entre los organismos de mayor tamaño y los microorganismos, que requieren el uso de un microscopio. 